# Урумканова, Кайыргуль Орозбаевна
Кайыргуль Орозбаевна Урумканова (род. 19 октября 1977 года, г. Каракол, Иссык-Кульская область, Киргизская Республика) — журналистка, основательница первого интернет-телевидения в Кыргызстане «Govori.TV», экс-генеральный директор Национальной телерадиовещательной корпорации Кыргызстана (НТРК), экс-генеральный директор Киргизского телеграфного агентства (КирТАГ).

## Биография
Кайыргуль Урумканова родилась 19 октября 1977 года в Киргизской ССР, Иссык-Кульской области, городе Каракол. В 2000 году она окончила иностранный факультет Иссык-Кульского государственного университета имени К.Тыныстанова в городе Каракол, по специальности «преподаватель английского языка». На третьем курсе Урумканова попала на кастинг в местное «Экологическое молодёжное телевидение» (ЭМТВ) и с 1998 года начала работать ведущей одной из программ. Так и началась журналистская карьера Кайыргуль Урумкановой. Совмещала учебу и работу на телеканале «ЭМТВ», где стала работать редактором и диктором службы новостей.
В 2000 году она переехала в Бишкек и стала корреспондентом телеканала «Пирамида», там она проработала до 2005 года. За годы работы на «Пирамиде» Кайыргуль Урумканова успела побыть редактором кыргызской службы новостей, а также парламентским корреспондентом.
После «Тюльпановой революции» 2005 года Кайыргуль Урумканова перешла работать на телеканал «НТС» специальным корреспондентом. Также она вела передачу «Рецидив». Через два года начала работать на «Пятом канале» и создала свою авторскую передачу «Наши люди».
В 2006 году прошла обучение в Институте повышения квалификации журналистов FOJO, Кальмар, Швеция.
С февраля по ноябрь 2009 года она занимала должность заместителя генерального директора Национальной телерадиовещательной корпорации КР (НТРК), ныне «КТРК». А с ноября 2009 года была генеральным директором «НТРК». Однако после апрельской революции 2010 года была снята с должности.
В 2010 году поступила в магистратуру в Институт магистерских программ "Государственное управление и местное самоуправление" Академии управления при президенте КР. Где получила степень магистра по специальности "Политический менеджер".
В конце 2010 года Урумканова была приглашена на работу, в качестве главного редактора, в Киргизское телеграфное агентство (КирТАГ). Через год она стала генеральным директором агентства. В агентстве она проработала 5 лет.
В апреле 2016 года открылся оппозиционный телеканал «Сентябрь», принадлежащий Омурбеку Текебаеву. Кайыргуль Урумканова была приглашена на канал в качестве руководителя. Под её руководством канал набрал большую популярность среди телезрителей. Однако, 22 августа 2018 года Первомайский районный суд ввел запрет на теле и радиовещание оппозиционного телеканала «Сентябрь» за «распространение материалов экстремистского характера». Телеканал перешел на интернет вещание и был преобразован в «Жалбырак ТВ». Закрытие канала сопровождалось продолжительными судебными тяжбами.
В конце 2018 года Урумканова открыла собственный мультимедийный медиа проект «Govori.TV», где она по сей день является генеральным директором.

## Govori.TV
Govori.TV является независимым интернет-изданием, на базе которого было запущено первое интернет-телевидение в Кыргызстане. Первоначальное частичное финансирование было предоставлено Европейским фондом поддержки демократии. За 3 года функционирования «Govori.TV» переросло в мультимедийное информационное агентство, которое вещает на нескольких площадках, в том числе и в YouTube, где собирает многотысячные просмотры. Телеканал, вещающий на базе сайта www.govori.tv, транслирует теледебаты, эксклюзивные ток-шоу, расследования, дискуссии, интервью и репортажи. На сайте издания можно также найти аналитические материалы, лонгриды, инфографику и свежие новости.

## Награды
Кайыргуль Урумканова и Нурланбек уулу Нурбек стали победителями первого конкурса по журналистике MediaCAMP Award в странах Центральной Азии. Первое место в номинации «Власть и общество» за журналистское расследование «Операция по спасению вора в законе Азиза Батукаева. Как это было» («Говори ТВ»)